# Phil Karn
Philip R. Karn (* 4. Oktober 1956 in Baltimore) ist ein US-amerikanischer Elektroingenieur.

## Leben
Karn studierte Elektrotechnik an den Universitäten Cornell (Bachelor 1978) und Carnegie Mellon (Master 1979). Danach arbeitete er bis 1991 bei den Bell Laboratories, seither bei Qualcomm in San Diego.
Der von ihm entwickelte Karn-Algorithmus schätzt die Paketumlaufzeit beim Transmission Control Protocol (TCP) und wurde von der Association for Computing Machinery ausgezeichnet. Daneben hat sich Karn an mehreren Request for Comments beteiligt. Er schrieb auch die KA9Q-Software, die zur seriellen Datenübertragung verwendet wird, und implementierte für die Telemetrie bei den Amateurfunksatelliten OSCAR 40 und ARISSat-1 ein neues Übertragungsverfahren mit Vorwärtsfehlerkorrektur.
In den 1990er Jahren klagte er gegen die amerikanischen ITAR-Exportrestriktionen für die Quellcodes der Programme, die im Buch Applied Cryptography von Bruce Schneier publiziert worden sind. Die Restriktionen wurden während des Verfahrens von Präsident Bill Clinton aufgehoben.
Karn ist Funkamateur mit dem Rufzeichen KA9Q.